# Cabuyaro
Cabuyaro là một khu tự quản thuộc tỉnh Meta, Colombia. Thủ phủ của khu tự quản Cabuyaro đóng tại Cabuyaro Khu tự quản Cabuyaro có diện tích 832 ki lô mét vuông. Đến thời điểm ngày 28 tháng 5 năm 2005, khu tự quản Cabuyaro có dân số 3288 người.